# Smoky Hill
Lo Smoky Hill è un fiume lungo 925 km che scorre nelle Grandi Pianure centrali del Nord America, attraversando Colorado e Kansas.

## Nomi
La Smoky Hill prende il nome dalla regione di Smoky Hills del Kansas centro-settentrionale attraverso la quale scorre. Gli indiani d'America che vivevano lungo la Smoky Hill lo consideravano come lo stesso corso d'acqua del fiume Kansas, e i loro nomi includevano Chetolah e Okesee-sebo. Le prime mappe degli esploratori europei chiamavano il fiume (anche in combinazione con il fiume Kansas) il fiume dei Padouca poiché la sua sorgente si trova in quello che allora era il territorio di Padouca (Comanche).
L'United States Geological Survey elenca una serie di altri nomi di varianti per il fiume Smoky Hill, tra cui Chitolah River, Fork of the Hill Buckaneuse, La Fourche de la Cote Boucaniere, La Touche de la Cote Bucanieus, Manoiyohe, Pe P'a, Sand River, Shallow River, Smoky Creek, Branche de la Montagne a la Fumee, Ka-i-urs-kuta, Oke-see-sebo River e Rahota katit hibaru, tra gli altri.

## Geografia
Lo Smoky Hill nasce nelle Alte Pianure del Colorado orientale e scorre verso est. Sia il corso principale del fiume che il fiume North Fork Smoky Hill sorgono nella contea settentrionale di Cheyenne in Colorado. I due corsi d'acqua convergono per circa 8 km, a ovest di Russell Springs nella contea di Logan in Kansas. Da lì, il fiume prosegue generalmente verso est attraverso la regione di Smoky Hills. Il fiume Saline si unisce al fiume nella contea orientale di Saline. Il fiume Salomon si unisce allo Smoky Hill nella contea occidentale di Dickinson. A sua volta, lo Smoky Hill si unisce al fiume Republican a Junction City per formare il fiume Kansas.
Il fiume Smoky Hill drena direttamente un'area di 22.800 km2. Il bacino combinato Smoky Hill-Saline drena 31.670 km2 L'intero bacino idrografico di Smoky Hill copre circa 52.000 km2, compresa la maggior parte del Kansas centro-settentrionale e nord-occidentale. Attraverso i fiumi Kansas e Missouri, lo Smoky Hill fa parte dello spartiacque del fiume Mississippi.
La Smoky Hill alimenta due bacini idrici: Cedar Bluff Reservoir nella contea di Trego e Kanopolis Lake nella contea di Ellsworth.
La città più grande lungo il fiume Smoky Hill è Salina. Oltre a Junction City, altre città del Kansas lungo il fiume includono Ellsworth, Marquette, Lindsborg e Abilene.

## Storia

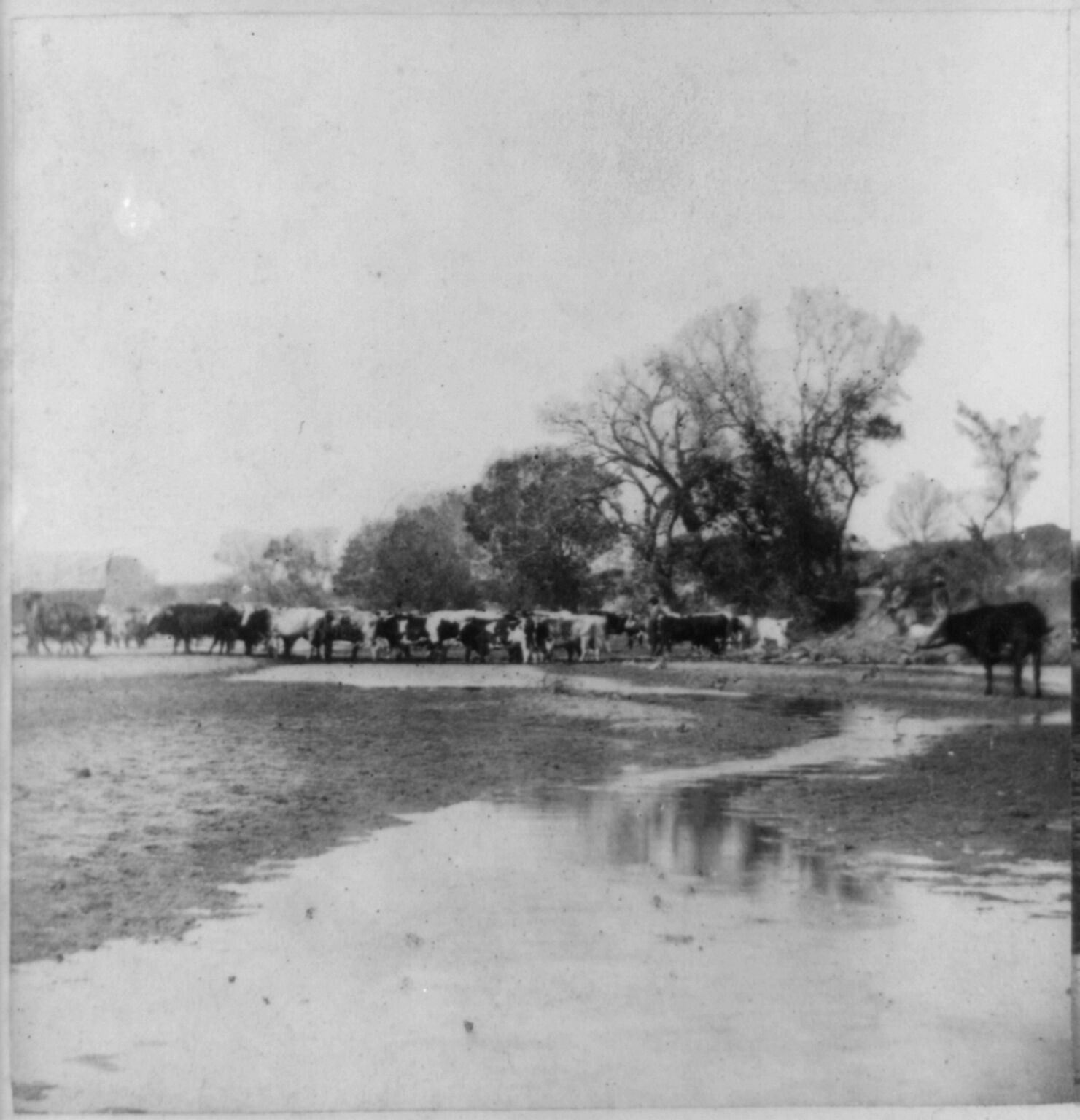
Bestiame che attraversa il fiume Smoky Hill a Ellsworth (foto di A. Gardner, 1867).

Il primo riferimento noto al fiume si trova su una mappa del 1732 del cartografo francese Jean-Baptiste Bourguignon d'Anville che lo etichettò come il "fiume dei Padoucas". Una mappa del 1758 lo chiamava il "fiume Padouca". Un primo riferimento al fiume come Smoky Hill è dell'esploratore americano Zebulon Pike durante la sua spedizione del 1806 per visitare il Pawnee. Il Kansas-Nebraska Act del 1854 stabilì il Territorio del Kansas, che comprendeva l'intera lunghezza del fiume Smoky Hill.
Con l'inizio della corsa all'oro di Pike's Peak nel 1858, un antico sentiero degli indiani d'America lungo il fiume noto come Smoky Hill Trail forniva il percorso più breve e veloce a ovest attraverso il Kansas.  A partire dal 1865, il sentiero servì come percorso per il Butterfield Overland Despatch di breve durata. Per proteggere i viaggiatori, l'esercito degli Stati Uniti realizzò diversi forti lungo il sentiero, tra cui Fort Downer, Fort Harker, Fort Hays, Fort Monument e Fort Wallace. Prima della colonizzazione americana, la terra lungo il fiume Smoky Hill era il terreno di caccia preferito degli indiani delle pianure. Nel 1867 i Comanche e i Kiowa e nel 1868 i Sioux e gli Arapaho firmarono trattati che ritiravano la loro opposizione alla costruzione di una ferrovia lungo il fiume Smoky Hill. La Kansas Pacific Railway fu completata nel 1870, rendendo obsoleto lo Smoky Hill Trail.
Nel 1948, il Corpo degli ingegneri dell'esercito degli Stati Uniti terminò la costruzione di una diga sulla Smoky Hill per il controllo delle inondazioni nella contea sud-orientale di Ellsworth, creando il lago Kanopolis. Nel 1951, l'Ufficio per la bonifica degli Stati Uniti completò un'altra diga sul fiume, questa per l'irrigazione e il controllo delle inondazioni, nella contea sud-orientale di Trego, creando Cedar Bluff Reservoir.